# Echinosaura brachycephala
Echinosaura brachycephala là một loài thằn lằn trong họ Gymnophthalmidae. Loài này được Köhler, Böhme & Schmitz mô tả khoa học đầu tiên năm 2004.